# Pavel Kuližnikov
Pavel Alexandrovič Kuližnikov (rusky Павел Александрович Кулижников; * 20. dubna 1994 Vorkuta) je ruský rychlobruslař.
Od roku 2010 startoval ve Světovém poháru juniorů, téhož roku debutoval na juniorském světovém šampionátu. Na MSJ 2012 získal zlatou a bronzovou medaili. Dodatečně však byl diskvalifikován, neboť měl pozitivní dopingový nález, za což dostal dvouletý zákaz startu. Podle jeho vlastního vyjádření mohl za zakázaný stimulant metylhexanamin v jeho těle nosní sprej používaný při nachlazení. Po nucené přestávce se na jaře 2014 vrátil k rychlobruslení a od sezóny 2014/2015 závodí ve Světovém poháru. Z Mistrovství světa 2015 si přivezl zlatou medaili ze závodu na 500 m a stříbrnou medaili z dvojnásobné distance; tentýž rok vyhrál také sprinterský světový šampionát. V sezóně 2014/2015 rovněž triumfoval ve Světovém poháru v závodech na 500 m a 1000 m a v celkovém hodnocení Grand World Cupu, v sezóně 2015/2016 obhájil prvenství v SP na tratích 500 m. Na MS 2016 získal zlaté medaile v závodech na 500 i 1000 metrů, na sprinterském světovém šampionátu, který proběhl o několik týdnů později, obhájil své prvenství. Na Mistrovství Evropy 2018 vyhrál závod na 1000 m a týmový sprint, z půlkilometrové distance si přivezl bronz. Z Mistrovství světa na jednotlivých tratích 2019 si přivezl bronz z týmového sprintu a na MS 2019 získal své třetí zlato ve sprinterském víceboji. V sezóně 2018/2019 zvítězil v celkovém hodnocení Světového poháru v závodech na 500 m. Na ME 2020 získal zlatou medaili v závodech na 500 m a 1000 m a v týmovém sprintu. Z Mistrovství světa na jednotlivých tratích 2020 si přivezl zlaté medaile ze závodů na 500 m a 1000 m a na světovém šampionátu 2021 vybojoval stříbro na distancích 500 m a 1000 m. Startoval na ZOH 2022 (1000 m – 11. místo).